# Ларс Гег
Ларс Гег (дан. Lars Høgh, 14 січня 1959, Оденсе — 8 грудня 2021) — данський футболіст, що грав на позиції воротаря. По завершенні ігрової кар'єри — спортивний функціонер та тренер.
Виступав за клуб «Оденсе», а також збірну Данії. У складі збірної — володар Кубка Конфедерацій, а також учасник чемпіонату світу та Європи.

## Клубна кар'єра
У дорослому футболі дебютував 1977 року виступами за команду «Оденсе», кольори якої і захищав протягом усієї своєї кар'єри гравця, що тривала цілих двадцять чотири роки. Більшість часу, проведеного у складі «Оденсе», був основним голкіпером команди. За цей час по три рази виборював титул чемпіона Данії та володаря кубка країни, а також п'ять разів вигравав нагороду найкращого воротаря року Данії, що є рекордом для цієї нагороди.
У 2000 році у віці 41 року Гег закінчив кар'єру футболіста, після чого керівництво «Оденсе» запропонувало йому посаду спортивного директора команди, де він залишався до 2003 року.

## Виступи за збірні
Протягом 1979—1983 років залучався до складу молодіжної збірної Данії. На молодіжному рівні зіграв у 3 офіційних матчах, пропустив 8 голів.
19 травня 1983 року дебютував в офіційних матчах у складі національної збірної Данії в грі відбору на Олімпійські ігри проти Норвегії (2:2).
У складі збірної був учасником чемпіонату світу 1986 року у Мексиці. На турнір він поїхав як дублер Троельса Расмуссена, тому не зіграв у перших двох іграх групового етапу, які його команда виграла і достроково вийшла в плей-оф, тому в останньому матчі групового етапу проти збірної ФРН Гег отримав право вийти в основі. Данці виграли 2:0, після чого тренер Зепп Піонтек вирішив залишити Ларса в воротах на поєдинок 1/8 фіналу проти збірної Іспанії (1:5). У тому матчі Гег пропустив п'ять м'ячів, чотири з яких забив йому Еміліо Бутрагеньйо.
Після того як 1987 року за збірну дебютував Петер Шмейхель, Гег втратив місце в основі і більше за неї тривалий час не грав. Лише на Кубку Короля Фахда 1995 року у Саудівській Аравії, який Шмейхель пропускав, Гег поїхав основним воротарем. На турнірі він зіграв два матчі, але в другому з них, проти Мексики (1:1) Гег отримав травму на початку першого тайму і був замінений на Могенса Крога, через що пропустив фінал, в якому Данія сенсаційно обіграла Аргентину (2:0) здобувши того року титул переможця турніру. Наступного року Гег як запасний воротар поїхав і на чемпіонат Європи 1996 року в Англії, втім на поле там не виходив.
Загалом протягом кар'єри у національній команді, яка тривала 13 років, провів у її формі 8 матчів, пропустивши 10 голів.

## Тренерська кар'єра
Гег почав свою тренерську кар'єру в липні 2003 року, ставши тренером воротарів «Норшелланна». З тих пір він обіймав ту ж посаду в «Ольборзі» та «Віборзі».
З 2007 по 2012 рік Гег був тренером воротарів «Брондбю», після чого працював у «Оденсе», але 2016 року він повернувся до «Брондбю». Паралельно з клубною роботою він був тренером воротарів збірної Данії з 2007 року.

## Титули і досягнення

### Командні
- Чемпіон Данії (3):

«Оденсе»: 1977, 1982, 1989
- Володар Кубка Данії (3):

«Оденсе»: 1982/83, 1990/91, 1992/93
- Володар Кубка Конфедерацій (1):

Данія: 1995

### Особисті
- Воротар року в Данії[en]: 1986, 1989, 1991, 1993, 1994

## Особисте життя
Одружений, дружина Тіне. З нею має сина та дочку, спортивну журналістку Йосефіне Гег.